# Cyprinodontiformes

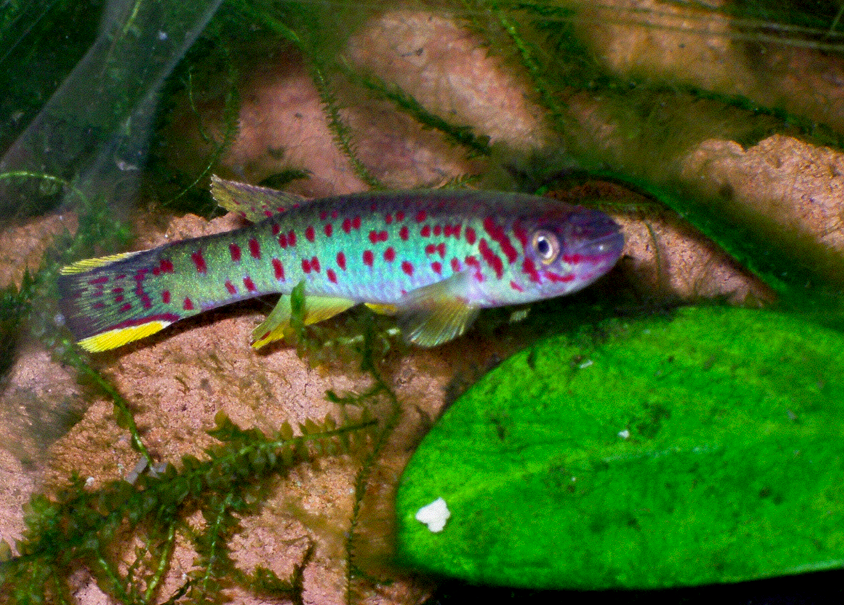
Fundulopanchax scheeli, un killi de la familia Aplocheilidae.

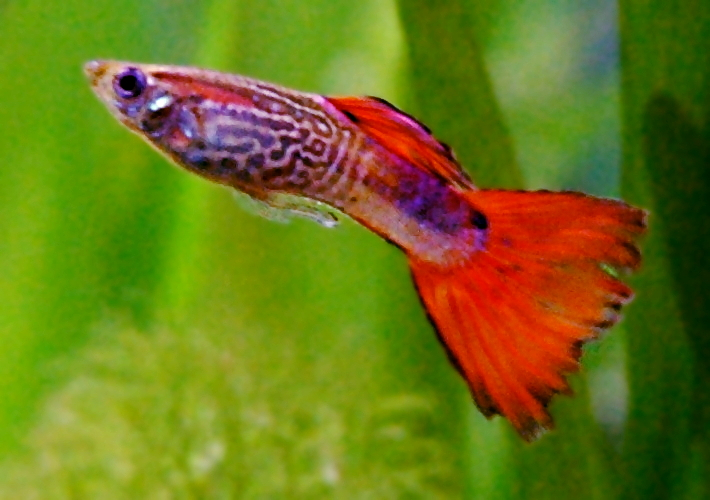
Guppy, un pecílido de la familia Poeciliidae.

Ciprinodontiformes (Cyprinodontiformes, del griego clasico κυπρῖνος (kuprînos), "carpa", y ὀδούς (odoús), "diente") es un orden de peces de aletas radiales, también llamado Microcyprini, compuesto mayoritariamente por pequeños peces de agua dulce. Están estrechamente relacionados con el orden Atheriniforme y, en ocasiones, se incluyen con ellos.

## Importancia para el ser humano
Muchos de estos peces son populares en los acuarios debido a su pequeño tamaño, formas interesantes y, en muchos casos, colores brillantes. Ejemplos como el "cuatro ojos" (Anableps dowi), que alcanza hasta 32 cm de longitud, y especies diminutas como Heterandria formosa, de apenas 8 mm en su tamaño adulto, destacan por su diversidad. Esto los hace muy apreciados para la cría en acuarios domésticos.

## Anatomía
Los Cyprinodontiformes suelen ser peces pequeños y alargados. Los canales y poros de la línea lateral están principalmente en la cabeza, mientras que en el cuerpo la línea lateral es una serie de escamas apuntadas. La mandíbula superior está compuesta únicamente por el premaxilar, que es protusible. Presentan un marcado dimorfismo sexual, con los machos de muchas especies mostrando colores llamativos.

## Distribución y hábitat
Se encuentran en ríos de América, África y Asia. Los miembros de este orden son notables por su capacidad de adaptarse a ambientes extremos, como aguas salinas, muy cálidas o de baja calidad, donde muchas otras especies no podrían sobrevivir. Por lo general, son omnívoros y suelen habitar cerca de la superficie, aprovechando las zonas con agua rica en oxígeno.

## Reproducción y sistemática
Las familias de los Cyprinodontiformes se dividen según sus modos de reproducción en tres grupos principales: 
- Vivíparos y ovovivíparos, con especies que dan a luz crías vivas.
- Ovíparos, con especies que se reproducen a través de huevos.

Las familias reconocidas en este orden se agrupan en dos subórdenes:
- Suborden Aplocheiloidei
  - Familias ovíparas:
    - Aplocheilidae (Regan, 1909) – Peces almirantes o rivulines del Viejo Mundo.
    - Nothobranchiidae - Rivulines africanos.
    - Rivulidae (Myers, 1925) – Rivulines del Nuevo Mundo.
- Suborden Cyprinodontoidei
  - Familias vivíparas:
    - Goodeidae (Jordan, 1923) – Mexcalpiques.

  - Familias ovovivíparas:
    - Anablepidae (Garman, 1895) – Peces cuatro ojos.
    - Poeciliidae (Garman, 1895) – Pecílidos, topotes y espadas.

  - Familias ovíparas:
    - Cyprinodontidae (Gill, 1865) – Cachorritos.
    - Fundulidae (Jordan y Gilbert, 1882) – Fundulines o sardinillas.
    - Profundulidae (Hoedeman y Bronner, 1951) – Escamudos o fundulines centroamericanos.
    - Valenciidae (Parenti, 1981) – Samarucos.